# Carl Kilpatrick
Carl Dwayne Kilpatrick (nacido el 16 de mayo de 1956 en Bastrop, Luisiana) es un exjugador de baloncesto estadounidense que disputó dos partidos en la NBA, además de jugar una temporada en la liga finesa. Con 2,08 metros de estatura, lo hacía en la posición de pívot.

## Trayectoria deportiva

### Universidad
Tras pasar por el pequeño Kilgore Junior College, jugó tres temporadas con los Warhawks de la Universidad de Luisiana en Monroe, en las que promedió 8,5 puntos y 6,8 rebotes por partido.

### Profesional
Fue elegido en el puesto 158 del Draft de la NBA de 1978 por New Orleans Jazz, con los que no debutó hasta el mes de marzo de 1980 ya en su nueva ubicación de Salt Lake City y con la denominación de Utah Jazz, disputando dos partidos en los que promedió 1,5 puntos y 2,0 rebotes, siendo despedido al término de la temporada.
Al año siguiente fichó por el Tampereen Pyrintö de la liga finesa, con los que disputó una temporada, en la que llegaron a las finales en las que cayeron ante el Torpan Pojat. Promedió 20,8 puntos y 6,0 rebotes por partido.

## Estadísticas de su carrera en la NBA

### Temporada regular
| Año     | Equipo | PJ | PT | MPP | %TC  | %3P  | %TL  | RPP | APP | ROB | TPP | PPP |
| ------- | ------ | -- | -- | --- | ---- | ---- | ---- | --- | --- | --- | --- | --- |
| 1979-80 | Utah   | 2  | 0  | 3.0 | .500 | .000 | .500 | 2.0 | .0  | .0  | .0  | 1.5 |
| Total   | Total  | 2  | 0  | 3.0 | .500 | .000 | .500 | 2.0 | .0  | .0  | .0  | 1.5 |